# Grosser Aubrig
Grosser Aubrig är ett berg i Schweiz.   Det ligger i distriktet Bezirk Einsiedeln och kantonen Schwyz, i den centrala delen av landet, 110 km öster om huvudstaden Bern. Toppen på Grosser Aubrig är 1 660 meter över havet.
Terrängen runt Grosser Aubrig är kuperad åt nordväst, men åt sydost är den bergig. Runt Grosser Aubrig är det glesbefolkat, med 18 invånare per kvadratkilometer.. Närmaste större samhälle är Rapperswil, 13,4 km norr om Grosser Aubrig. 
I omgivningarna runt Grosser Aubrig växer i huvudsak blandskog.